# Jun Woong-tae
Jun Woong-tae (전 웅태?; Seul, 1º agosto 1995) è un pentatleta sudcoreano, vincitore della medaglia di bronzo ai Giochi olimpici di Tokyo 2020 nella gara individuale.

## Biografia
Ha rappresentato la Corea del Sud ai Giochi olimpici estivi di Rio de Janeiro 2016, dove si è piazzato al diciannovesimo posto nella gara maschile, stabilendo il record olimpico nella prova della corsa e tiro e segno.
Ai Giochi asiatici di Giacarta e Palembang 2018 ha vinto la medeglia d'oro nell'individuale.
Ai Giochi olimpici di Tokyo 2020 ha ottenuto il bronzo nella gara individuale, terminando alle spalle del britannico Joe Choong e dell'egiziano Ahmed El-Gendy.

## Palmarès
- Giochi olimpici

Tokyo 2020: bronzo nella gara individuale;
- Mondiali

Berlino 2015: oro a squadre;
Mosca 2016: oro nella staffetta; bronzo a squadre;
Il Cairo 2017: oro nella staffetta; bronzo a squadre;
Budapest 2019: oro a squadre; argento nella staffetta; bronzo nell'individuale;
Il Cairo 2021: argento nella staffetta;
- Giochi asiatici

Giacarta e Palembang 2018: oro nell'individuale;